# سوني إكسبيريا زد
إكسبيريا زد هاتف لمسي أعلنت عنه شركة سوني في مؤتمر معرض الإلكترونيات الاستهلاكية وطرح في الأسواق في فبراير 2013، يمتاز الهاتف بقدرته على مقاومة الماء والأتربة.